# Arque (filosofia)
| Segle  | Escola     | Filòsof        | Arque (Arkhé)       |
| ------ | ---------- | -------------- | ------------------- |
| VII aC | Milet      | Tales de Milet | Aigua               |
| VII aC | Milet      | Anaximandre    | Apíron (Àpeiron)    |
| VII aC | Milet      | Anaxímenes     | Aire                |
| VII aC | Colofó     | Xenòfanes      | Terra               |
| VI aC  | Pitagòrica | Pitàgoras      | Nombres             |
| VI aC  | Efes       | Heraclit       | Foc                 |
| VI aC  | Eleàtica   | Parmènides     | L'ésser             |
| V aC   | Pluralista | Empèdocles     | Les quatre "arrels" |
| V aC   | Pluralista | Anaxàgoras     | Homeomeries         |
| V aC   | Pluralista | Demòcrit       | Els àtoms           |

En la filosofia clàssica grega, l'arque (del grec ἀρχή / arkhé : origen, font) era el principi fonamental, que era l'origen i causa de totes les coses. La determinació de l'arque va ser un dels objectius centrals dels filòsofs presocràtics.
L'estudi de l'arque girava al voltant de dues preguntes: és possible que tots els éssers naturals tinguin un origen (arque) comú? i, en cas afirmatiu, quin és aquest component original i font de totes les coses?

## Primeres respostes
El primer a desenvolupar la idea de l'arque va ser Tales de Milet (635 - v. 545 aC), el fundador de l'escola de Milet. Tales va proposar l'aigua com el principi universal, basant-se en l'observació per la qual comprovava que la humitat era omnipresent en la natura, i en la creença que la terra flotava sobre de l'aigua.
La determinació de l'arque va ser un dels temes d'estudi centrals de l'escola de Milet. Anaximandre (v. 611 - v. 546 aC), deixeble i successor de Tales, va refutar la tesi del seu mestre argumentant que l'aigua no podia ser l'origen primer si no podia donar lloc al seu oposat: el foc. Per la mateixa raó, va descartar la resta d'elements i va suposar l'existència de l'apíron (l'indeterminat), una substància indefinida de la qual totes les coses procedien i a la qual tot acabaria tornant.
Al seu torn, Anaxímenes (v. 585 - v. 524 aC), deixeble d'Anaximandre, va designar l'aire com arque. Segons ell, tota la matèria procediria de l'aire mitjançant la rarificació o la condensació. D'aquesta manera, l'aire rarificat esdevindria foc, mentre que en condensar-se es tornaria aigua i posteriorment terra.
D'acord amb els plantejaments de Pitàgoras (582 - 496 aC), que atribuïa a les matemàtiques característiques místiques i afirmava que l'univers només es podia conèixer a través d'aquestes, l'escola pitagòrica no identificava l'origen primer amb un element físic, sinó que considerava que l'arque eren els nombres.
El filòsof efesi Heraclit (544-484 aC) va tornar als elements naturals per proposar el foc com a arque, ja que la seva natura dinàmica el fa l'element amb qualitats més pròximes a les de la natura mateixa: es troba sempre en constant canvi i moviment.
Abandonant el monisme, que buscava determinar un únic arque, Empèdocles (492-432 aC) va passar al pluralisme, postulant que en realitat la natura estava composta de quatre realitats diferents: terra, aire, aigua i foc. Un altre pluralista, Anaxàgoras (500-428 aC), sostenia que l'univers estava format per una quantitat d'elements infinits.

## Tipologia de respostes
Al llarg del temps, les diferents respostes, per part dels filòsofs, al tema de l'arque van donar lloc a quatre categories:
- Hilozoisme: arque com a matèria animada.
- Panteisme: arque com a força divina (tot és déu).
- Monisme: arque com a llei única, base de tot allò que existeix.
- Pluralisme: és a dir, hi ha una multiplicitat d'arques; resposta que intentaria conciliar l'ésser amb l'esdevenir.

Dins el primer tipus, estaria la teoria de l'hilemorfisme d'Aristòtil. Alguns filòsofs del segon tipus van ser obligats a retractar-se de les seves explicacions panteistes a la qüestió de l'arque per xocar amb les creences cristianes, com ara Pere Abelard. Exemples de monisme serien Tales o Parmènides. Com a representants del pluralisme, estarien Empèdocles o Anaxàgoras.

## Implicacions
Buscar respostes al tema de l'arque va obrir nous interrogants i temes de debat a causa de les seves implicacions, que són:
- La possibilitat que allò que apareix com a diferent davant els nostres sentits, en el fons no ho sigui, ja que té un arque comú.
- La possibilitat que els nostres sentits, en conseqüència amb el raonament anterior, no siguin una font fiable de coneixement.
- Que sigui, per tant, necessària la distinció entre allò que és fenomènic (apercebut pels sentits) i allò que és numènic (apercebut per la intel·ligència).
- La possibilitat que la nostra observació de coses o éssers individuals que es generen i es destrueixen, en el fons, tot formi part d'una sola substància eterna i indestructible, ja que acceptem la idea que existeix un únic arque comú a tot.